# Julia Schmid
Julia Schmid (Klagenfurt am Wörthersee, 2 luglio 1988) è una canoista austriaca, specializzata nello slalom.

## Carriera
Schmid inizia la sua carriera agonistica internazionale nel 2004, esordendo ai Campionati Europei di Canoa Slalom Junior 2004 a Cracovia, dove si classifica quattordicesima in gara singola e nona nella batteria a squadre.
Celebra la sua prima medaglia internazionale ai Campionati mondiali di canoa/kayak slalom 2005 a Penrith in Australia, dove vince la medaglia di bronzo a squadre di K1 femminile insieme a Corinna Kuhnle e Violetta Oblinger Peters. Le tre bissano lo stesso risultato nella stessa categoria anche agli Europei del 2005 a Tacen in Macedonia del Nord. Negli anni successivi non riesce a portare a casa alcuna medaglia se non un argento a squadre al torneo Under 23 del 2011 a Banja Luka, in Bosnia ed Erzegovina.
Torna a vincere in una competizione assoluta ai Campionati europei di canoa slalom 2013 di Cracovia, con una medaglia d'argento nell'evento C1 femminile individuale, e l'anno successivo a Vienna 2014 replica il suo successo con un'altra medaglia d'argento. L'anno seguente in occasione dei Mondiali 2015 a Londra vince la medaglia di bronzo nella gara a squadre di C1 femminile con Viktoria Wolffhardt e Nina Weratschnig.
Dopo un'assenza di 4 anni, nel 2019 torna a gareggiare con la federazione ungherese di canoa. Nel 2021 viene selezionata per rappresentare la nazione magiara nello Slalom C1 femminile alle Olimpiadi estive di Tokyo, dopo che l'Ungheria ottiene un posto, grazie alla rinuncia dello slot dedicato agli atleti africani. L'evento avrebbe segnato il debutto olimpico dello slalom in canoa dell'Ungheria. Tuttavia il 19 luglio 2021, a seguito della decisione del Comitato Olimpico Ungherese di portare ai Giochi solo atleti vaccinati contro il COVID-19, Schmid é costretta a rinunciare all'evento.

## Palmarès
- Mondiali - Slalom

Penrith 2005: bronzo nel K1 a squadre.
Londra 2015: bronzo nel C1 a squadre.
- Europei - Slalom

Tacen 2005: bronzo nel K1 a squadre.
Cracovia 2013: argento nel C1.
Vienna 2014: argento nel C1.